# Angband
Angband — компьютерная ролевая игра в жанре roguelike, основанная на легендариуме Дж. Р. Р. Толкина.

## Разработка
Игра появилась в 1990 году. Она является «толкинизированной» и улучшенной версией игры Moria. Бен Харрисон, первый разработчик игры, очистил и модулизировал программный код игры, таким образом упростив адаптацию программного кода для последующих разработчиков.

## Игровой процесс
Действие игры происходит в крепости Ангбанд — второй цитадели Мелькора. Цель игры — уничтожить Моргота, властелина тьмы. Но и после уничтожения Моргота игру можно продолжать, углубляясь всё дальше в пещеры древнего Ангбанда.
Игра начинается выбором персонажа. Допускается выбрать из одиннадцати рас (человек, полуэльф, эльф, хоббит, гном, дворф, полуорк, полутролль, дунадан, высший эльф и кобольд) и девяти классов (воин, маг, друид, священник, некромант, паладин, разбойник, следопыт и чёрный страж). Причём выбор класса оказывает значительное влияние на процесс игры. После этого персонаж попадает в город с несколькими магазинами и собственным домом. В магазинах герой может приобретать или продавать снаряжение и магические вещи. В своём доме допускается хранить вещи. Отсюда начинается продвижение на сотый уровень подземелий Ангбанда, где главного героя ожидает финальная схватка с Морготом. Из города игрок должен отправиться в подземелье. Каждый новый уровень подземелья генерируется случайным образом.
Все чудища в подземелье представлены буквами латинского алфавита верхнего и нижнего регистров. Например, дракона изображает буква «D». Есть также и несколько вариантов графических тайлсетов.
Успешные схватки с монстрами, обезвреживание ловушек и изучение заклинаний дают персонажу очки опыта. Увеличение количества очков опыта позволяет получить следующий уровень персонажа с улучшением его характеристик. Если битва прошла не так успешно, герой умирает, и игра начинается сначала. Возобновить сохранённую игру, где персонаж умер, не получится.

## Наследие
Angband оказал значительное влияние на концепт популярных Action/RPG игр серии Diablo. Создатель Diablo Дэвид Бревик назвал Angband «моделью того, чего мы хотели».